# FC Pro Vercelli 1892
FC Pro Vercelli is een Italiaanse voetbalclub uit Vercelli, in de regio Piëmont. De gymnastiekclub Società Ginnastica Pro Vercelli werd opgericht in 1892 door Domenico Luppi, docent aan de regionale school, de voetbalafdeling kwam in 1903 en werd opgericht door de student Marcello Bertinetti, die later ook roem vergaarde als olympisch kampioen schermen.
In 1907 en 1908 won de club de Seconda Divisione en streed dat laatste seizoen gelijk mee voor de nationale titel, de Scudetto, die werd twee keer op rij binnengehaald. In 1910 kon de titel niet verlengd worden, in de finale speelde de club tegen Internazionale, maar de club miste die dag een aantal basisspelers wegens een interland van het nationale militaire elftal en Internazionale en de Italiaanse voetbalbond wilden de wedstrijd niet verzetten waardoor Pro Vercelli uit protest met een jeugdteam speelde en met grote cijfers (10-3) verloor van Inter. De volgende drie seizoenen was de club heer en meester in het Italiaanse voetbal. De club kreeg de bijnaam Leoni (Leeuwen) omdat ze berucht waren voor hun tackles, die niet altijd even zuiver waren. De club was in die tijd ook hofleverancier voor het Italiaans voetbalelftal. Pro Vercelli onderscheidde zich met lokaal opgeleide jonge Italiaanse voetballers, moderne trainingsmethodes, vastberadenheid en teamgeest, en gaf het Italiaanse voetbal aan het begin van de twintigste eeuw een eigen gezicht.
De Eerste Wereldoorlog onderbrak de competitie en in 1921 en 1922 werd de club weer kampioen met een nieuwe generatie zelf opgeleide topspelers. Daarna was Pro Vercelli ook nog een topteam maar had sterke concurrentie van Casale, Internazionale en Genoa CFC. De talentenfabriek draaide op volle toeren door met de clubicoon en latere wereldkampioen Silvio Piola als belangrijkste exponent.
Als sterk team werd de club uitgenodigd om internationale wedstrijden te spelen, in Brazilië tegen Flamengo en Botafogo. Het Engelse Liverpool FC maakte een tour door Europa en won tegen alle grote clubs, behalve tegen Pro Vercelli.
De club was ook medeoprichter van de huidige Serie A en degradeerde in 1935 toen de voetbalclubs uit de grote industriesteden de overhand kregen. De club slaagde er niet in terug te keren en zakte langzaam weg. In 1941 degradeerde de club zelfs naar de Serie C en later ook nog eens naar de Serie D.
In het seizoen 2011-2012 promoveerde de club onder leiding van trainer-coach Maurizio Braghin via de play-offs naar de Serie B. Na 64 jaar afwezigheid speelde Pro Vercelli vervolgens weer een seizoen in de Serie B. Na een seizoen waarin alles tegenzat, volgde degradatie. De club speelde tot 2013/14 weer in de Lega Pro Prima Divisione A. Onder leiding van trainer-coach Cristiano Scazzola werd echter opnieuw promotie afgedwongen naar de Serie B. Na vier seizoenen degradeerde de club weer.

## Erelijst
- Landskampioen

1908, 1909, 1911, 1912, 1913, 1921, 1922

## Eindklasseringen
| Seizoen | Competitie                          | Niveau | Eindstand | Coppa Italia | Opmerking                                                                               |
| ------- | ----------------------------------- | ------ | --------- | ------------ | --------------------------------------------------------------------------------------- |
| 2000/01 | Serie C2 Girone A                   | IV     | 4         | --           | halve finale promotieserie                                                              |
| 2001/02 | Serie C2 Girone A                   | IV     | 7         | --           |                                                                                         |
| 2002/03 | Serie C2 Girone A                   | IV     | 17        | --           | play-out > AC Mestre (1-1)                                                              |
| 2003/04 | Serie C2 Girone A                   | IV     | 14        | --           | play-out > US Sassuolo (2-3) maar alsnog handhaving                                     |
| 2004/05 | Serie C2 Girone A                   | IV     | 17        | --           | play-out > Palazzolo (1-0)                                                              |
| 2005/06 | Serie C2 Girone A                   | IV     | 6         | --           |                                                                                         |
| 2006/07 | Serie C2 Girone A                   | IV     | 8         | --           |                                                                                         |
| 2007/08 | Serie C2 Girone A                   | IV     | 7         | --           |                                                                                         |
| 2008/09 | Lega Pro Seconda Divisione Girone A | IV     | 11        | --           |                                                                                         |
| 2009/10 | Lega Pro Seconda Divisione Girone A | IV     | 12        | --           | Uitsluiting vanwege financiële problemen. Doorstart onder de naam FC Pro Vercelli 1892' |
| 2010/11 | Lega Pro Seconda Divisione Girone A | IV     | 3         | --           | halve finale promotieserie maar alsnog gepromoveerd                                     |
| 2011/12 | Lega Pro Prima Divisione Girone A   | III    | 5         | --           | winnaar promotieserie > Carpi FC 1909 (3-1)                                             |
| 2012/13 | Serie B                             | II     | 21        | 2e ronde     |                                                                                         |
| 2013/14 | Lega Pro Prima Divisione Girone A   | III    | 2         | 1e ronde     | winnaar promotieserie > FC Südtirol (2-1)                                               |
| 2014/15 | Serie B                             | II     | 16        | 2e ronde     |                                                                                         |
| 2015/16 | Serie B                             | II     | 17        | 2e ronde     |                                                                                         |
| 2016/17 | Serie B                             | II     | 17        | 3e ronde     |                                                                                         |
| 2017/18 | Serie B                             | II     | 20        | 2e ronde     |                                                                                         |
| 2018/19 | Serie C Girone A                    | III    | 5         | 2e ronde     | 2e ronde promotieserie                                                                  |
| 2019/20 | Serie C Girone A                    | III    | 14        | 2e ronde     |                                                                                         |
| 2020/21 | Serie C Girone A                    | III    | 4         | --           | 3e ronde promotieserie                                                                  |
| 2021/22 | Serie C Girone A                    | III    | 7         | --           | 2e ronde promotieserie                                                                  |
| 2022/23 | Serie C Girone A                    | III    | 15        | --           |                                                                                         |
| 2023/24 | Serie C Girone A                    | III    | 7         | --           | 1e ronde promotieserie                                                                  |
| 2024/25 | Serie C Girone A                    | III    | 17        | --           | play-out > Aurora Pro Patria 1919: 0-1 (U) /                                            |